# 安達臣道石礦場發展計劃

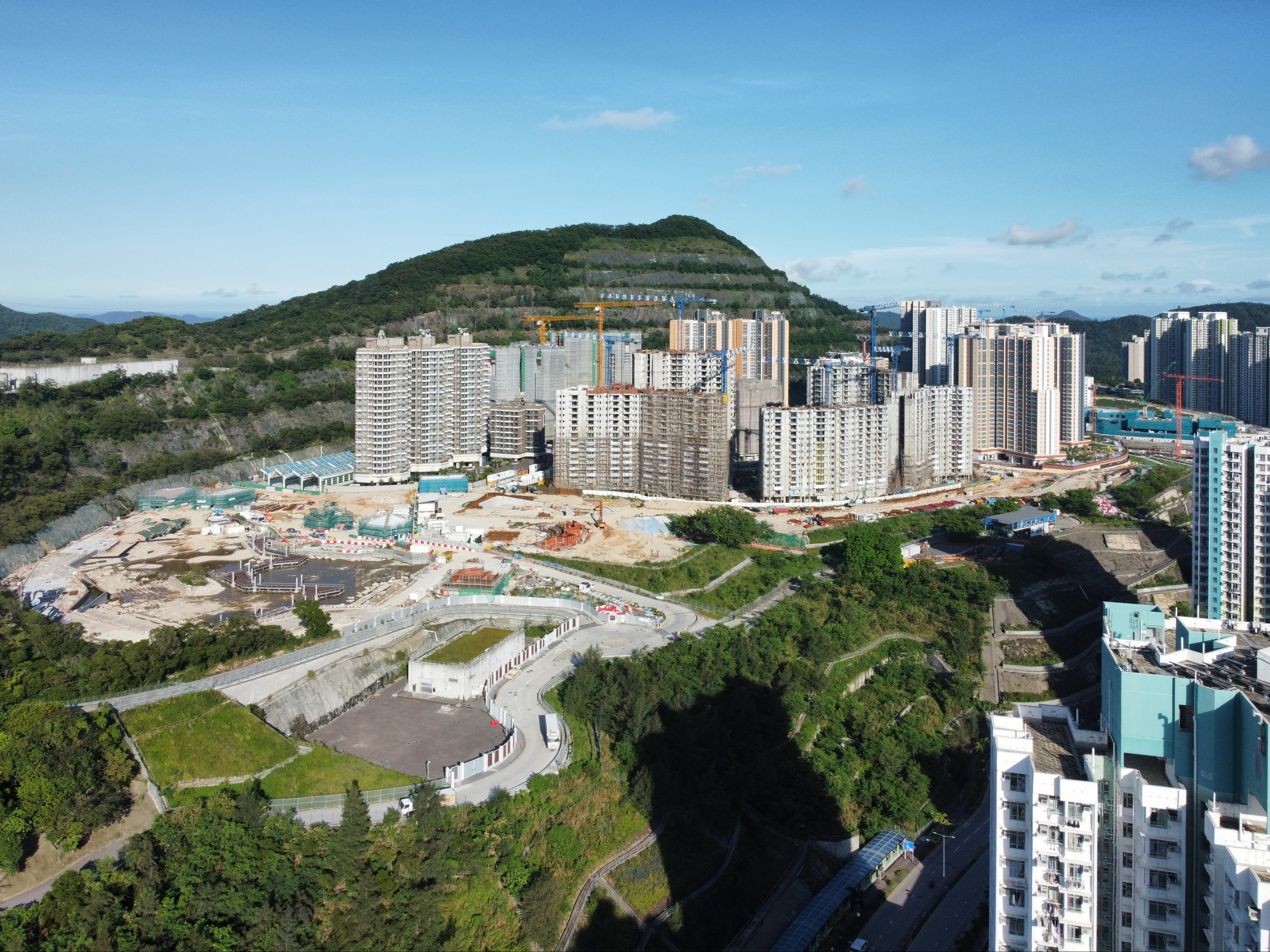
大上托下方就是安達臣道石礦場發展計劃的土地，多個屋苑及湖泊公園正在興建中或已建成。（2025年8月）

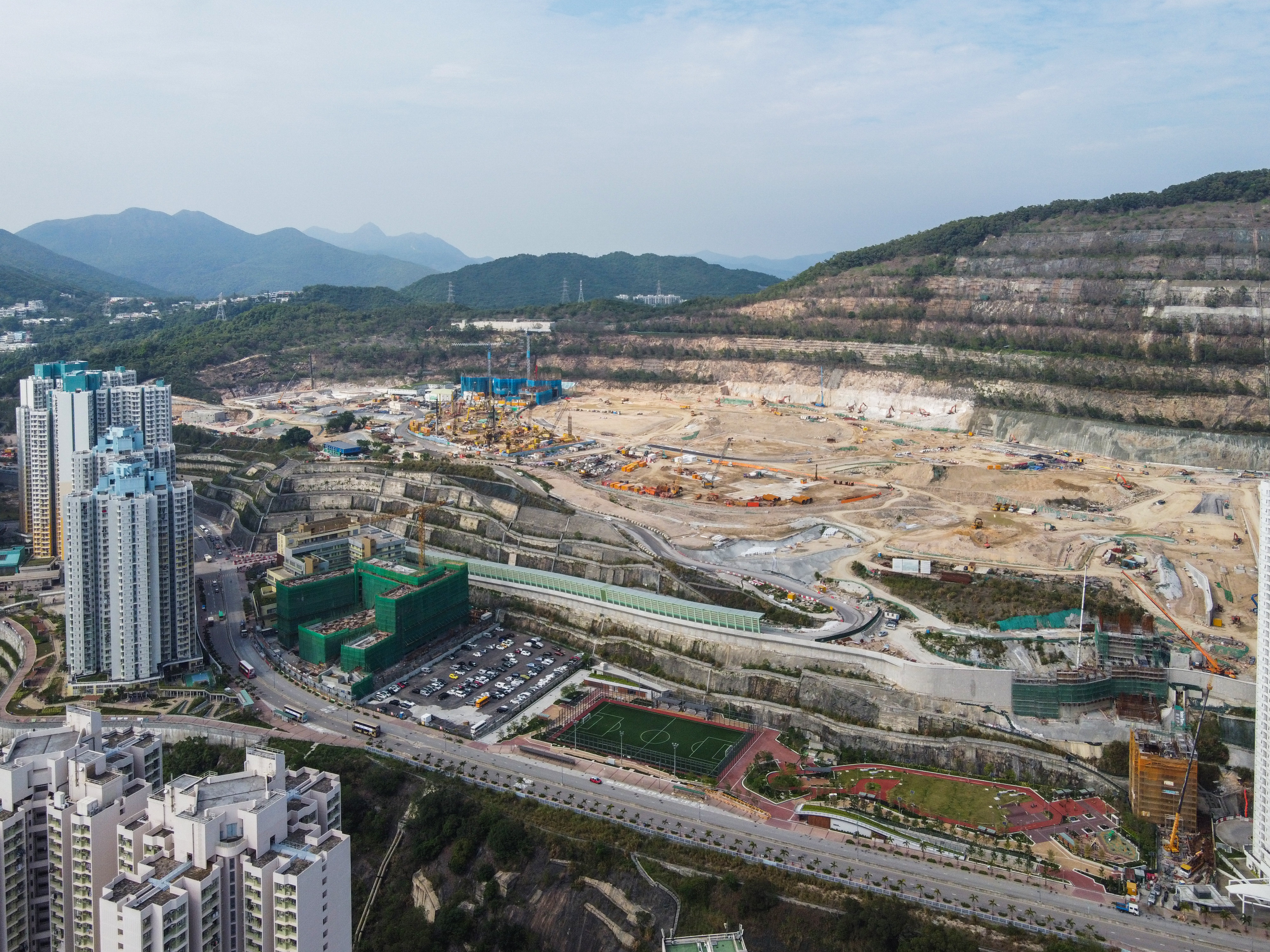
航拍安達臣道石礦場興建中的住宅安峯（2021年）

《安達臣道石礦場發展計劃》（英語：Development of Anderson Road Quarry Site）是香港政府正在推行的中長期土地發展計劃，地點位於新界東西貢區大上托西南面的山坡，曾為安達臣道石礦場──佔地約86公頃，於2013年12月終止營運，並於2017年7月26日正式交回政府（已進行若干修復工程），提供一幅約40公頃的平台作為發展用途。按照發展局於2013年2月提交的最終建議發展大綱圖，計劃將會提供約7,530個私人及約1,880個居者有其屋計劃單位，供25,000人居住。而按照目前的規劃，則改以資助出售房屋為主，輔以少量私人住宅。

## 位置

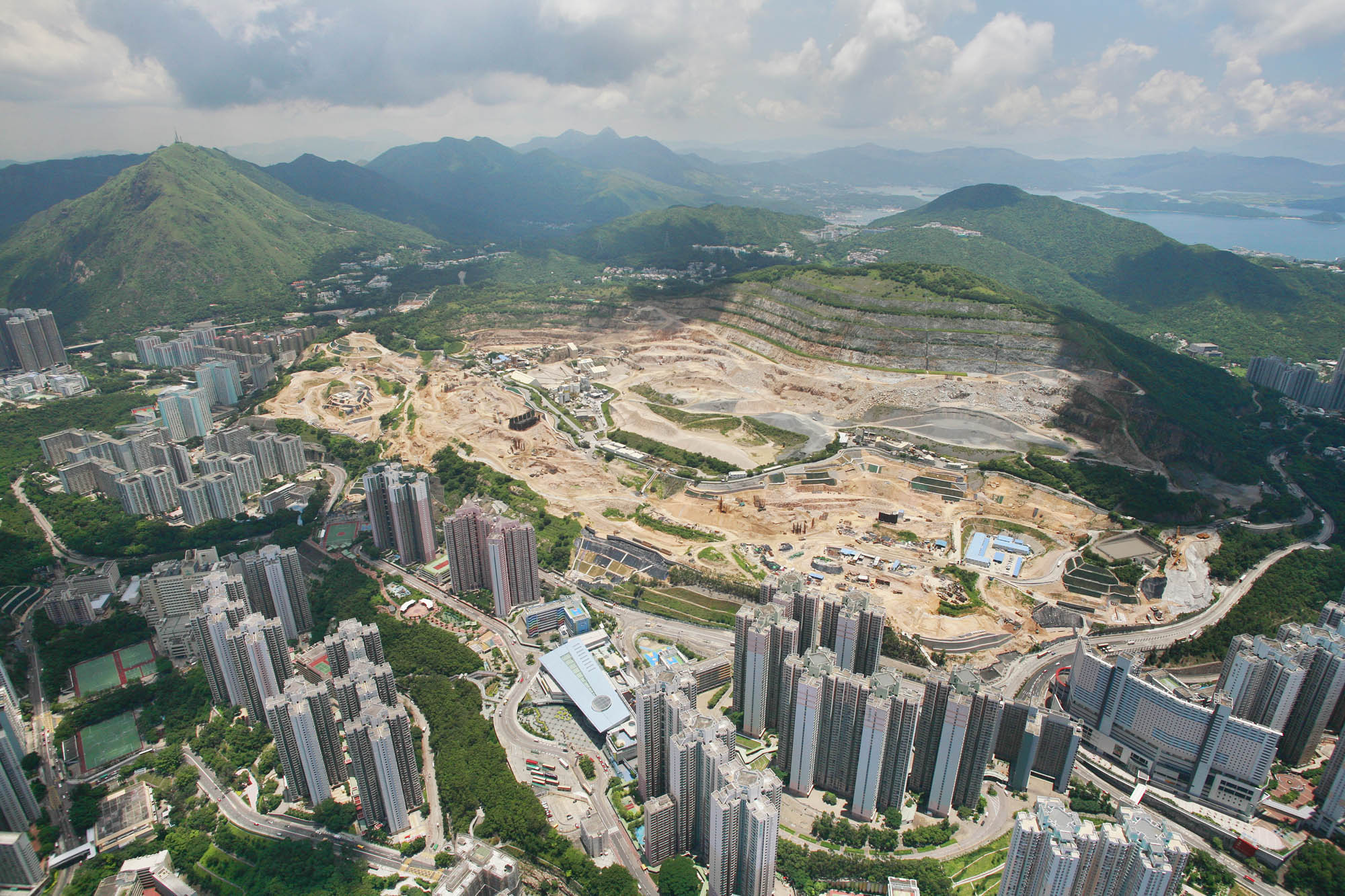
光禿禿之山腰就是安達臣道石礦場，亦即《安達臣道石礦場發展計劃》的實行位置。（攝於2010年）

《安達臣道石礦場發展計劃》位處前安達臣道石礦場，亦即位於新界東大上托西南面的山坡、安達臣道上面東北方的相連地帶，現時屬於西貢區。石礦場自1956年營運至今，西南面的山坡面經過多次爆石工程，被開採成一個個階梯狀的岩壁及平台。近安達臣道的經填挖地帶經修復後，可提供約40公頃的平台作發展。近大上托山峰的地方則為佔地38公頃的階梯狀岩壁。
《安達臣道石礦場發展計劃》西南面下方為毗連的《安達臣道發展計劃》，兩者間建築地台處於不同水平，相隔一幅山坡。安達臣道發展計劃現進行基建及平整工程，提供20公頃的平台作政府及公營房屋用地。相關基礎設施工程在2015年年中完成後，將提供道路連接安達臣道及《安達臣道石礦場發展計劃》用地。
舊安達臣道亦為觀塘區與西貢區的分界線。

## 歷史
土木工程拓展署於2013年，就此發展計劃的最終建議發展大綱圖進行工程可行性研究，並在2014年初完成。及後，土地平整、道路及基礎建設工程合約，亦於石礦場交還前一年批出，並於2017年展開大規模施工。按照動工時的預測，此發展項目最快在2022年有單位落成。
到2017年10月11日，行政長官林鄭月娥宣布落實推出「港人首置上車盤」，選址觀塘安達臣道石礦場位置，共可提供1700個單位，當中1000個為首置盤，其餘700個是私樓單位。及後，政府更宣佈將7幅安達臣道石礦場土地，撥予房委會及房協興建居屋（4幅，若計及現時已撥予房委會的一幅土地共有5幅）及住宅發售計劃（3幅）之用。
在此計劃的各項基建工程中，巴士轉車站是最早完工的一項工程。當中，往將軍澳方向的轉乘站已於2020年10月2日啟用，而往九龍方向轉車站亦已於2021年5月1日投入服務。
及後，此發展項目內所有道路，已於2021年5月尾命名，當中主幹道命名為安愉道，而連接山下安秀道的道路則命名為安健道；至於另外兩條分支道路，則分別名為安愉徑及安禧街。然而，該等道路仍有待發展計劃於2024年完工時才通車。至於仍然殘存，連接安秀道近安泰邨的一段安達臣道，將縮短至石礦公園以北；該路曾擬更名為「安碧道」，但其後又恢復舊稱。

## 規劃方案

### 初期規劃研究
2011年1月，規劃署就《安達臣道石礦場未來土地用途規劃研究》聘請了顧問公司進行規劃研究並舉行兩階段的社區參與。
規劃地點位於大上托西南面的山坡，接近大上托的山峰。根據《香港規劃標準與準則》保護山脊線的規定，大上托山脊線最高的20%將訂為「不受建築物遮擋地帶」，故發展地點的建築物將受最高高度的限制。
初期的規劃概念以的西北及東南面作住宅發展，提供所需的政府、機構或社區設施，並需同時配合安達臣道發展計劃。研究地點的中間部分則作低至中層的非住宅發展，以保存上托山峰與佐敦谷間的景觀。此外亦計劃沿西南面興建綠化長廊，並研究東北面的岩壁作岩洞發展，提供遠足徑及其他康樂用途。
政府考慮到四順、秀茂坪（包括《安達臣道發展計劃》區域）均主要為公共房屋，故整個發展計劃的私人及資助房屋比例為80：20。

### 建議發展大綱草圖
在建議發展大綱草圖中，劃分為石礦公園、文娛核心區、住宅社區及4個主要土地用途。
- 石礦公園

佔地17公頃的石礦公園將會發展為區域公園，發展為石礦博物館、露天劇場、攀石中心等體育及康樂設施。石礦博物館會研究為岩洞發展，並且興建通道及升降機連接岩壁上的遠足徑。
- 文娛核心區

文娛核心區位於中心地段，提供3幅共1.2公頃的商業用地、1幅0.8公頃的政府用地作興建室內體育館及3幅共1.7的休憩用地。當中一幅商業用地位於坡台，或者在岩洞內作為酒窖及水療設施等用途。此區的建築物會比較矮，避免遮擋背後山脊線觀景廊。政府用地和商業用地將以行人綠化走廊貫穿，連接南下面的秀茂坪（包括《安達臣道發展計劃》區域）。
- 住宅社區

住宅社區會劃分為南、北兩邊，以安健道為分界。南面社區的6幅政府、機構及社區用地，將興建中、小學各一間、消防局、警署、社區會堂及垃圾收集站。另外也提供1幅私人房屋用地（將提供「港人首置上車盤」）及2幅資助房屋用地（均為居屋）。
北面社會提供5幅土地作居屋及住宅發售計劃、一幅私人房屋用地、一幅小學及幼稚園用地，以及一幅土地作興建社區設施綜合大樓。興建的住宅樓宇高度會考慮毗連的岩壁及山脊線發展，以梯級式的高度輪廓興建。
- 岩壁

佔地38公頃的岩壁會建設遠足徑網絡連接衛奕信徑第三段，並且在不同高度的坡台設置觀景台，供公眾飽覽東九龍及維多利亞港的景觀。此外當局亦會研究興建垂直運輸系統，提供無障礙的便利連接，以及在岩洞提供商業設施，例如餐廳及咖啡廳。
考慮到整個發展新增的人口會為區內交通增加不少壓力，政府將會擴闊行車天橋及改善清水灣道、秀茂坪道、連德道及順利邨道等附近一帶的道路。至於行人及公共交通方面，政府提出建伸行人系統到毗連的安達臣道發展計劃區中4條已經規劃的行人天橋連升降機塔，讓居民可以連接順利邨、順天邨、秀茂坪邨、寶達邨及觀塘港鐵站；另外發展區內北面近石礦公園的位置會設立公共交通總站，提供公共交通路線，方便居民穿梭鄰近的港鐵站。
另外，因應此項發展計劃，當局斥資1,300萬港元，於將軍澳隧道藍田端收費廣場，興建將軍澳隧道巴士轉乘站，以紓緩發展石礦場用地可能帶來對交通的累積影響。其中東行站興建共2座升降機塔連4部升降機，以及一組有蓋高架行人道連接至秀茂坪道；西行站興建1座升降機塔連2部升降機，以及一組有蓋高架行人道連接至連德道。
整個發展將會分兩個階段實施。首階段發展南面社區及部分文娛核心區，預計會在2019年起提供發展用地。第二階段會發展北面社區及餘下部分，會在適當時候推出發展用地。

### 最終建議發展大綱圖
2013年2月，發展局向立法會提交最終建議發展大綱圖。最終建議發展大綱圖比較原先的大綱草圖增加了地積比率和建築物高度，另外亦將北面社區一幅小學的用地遷往南面一幅未有指定用途的政府、機構或社區用地，騰出的土地將會改建為私人住宅。整個發展會總共提供11幅房屋用地，當中10幅擬建私人住宅。資助房屋用地的面積由1.44公頃增加至1.49公頃，地積比率由6倍增加至6.3倍。而私人住宅亦透過調高至最高高度為5米，地積比率同樣略增。修訂後的規劃人口為25,000人，比較原來建議發展大綱草圖的規劃人口為多2,000人。基於最終建議規劃人口估計，總共可以提供約7,530個私人住宅單位及約1,880個資助房屋單位，分別可以容納20,000人及5,000人的人口。私人及資助房屋比例則維持為80：20。但配合政府增加資助出售房屋政策，目前大多數住宅土地均將撥作居屋及住宅發售計劃，僅有兩幅為私人房屋（其中一幅為「港人首置上車盤」項目），而私人及資助房屋比例則改為10：90。
而岩壁及石礦公園的設計及工程將會考慮採納早前在公眾參與活動中舉行概念設計比賽的參賽作品，由康樂及文化事務署所獲得的撥款進行。

## 計劃內容

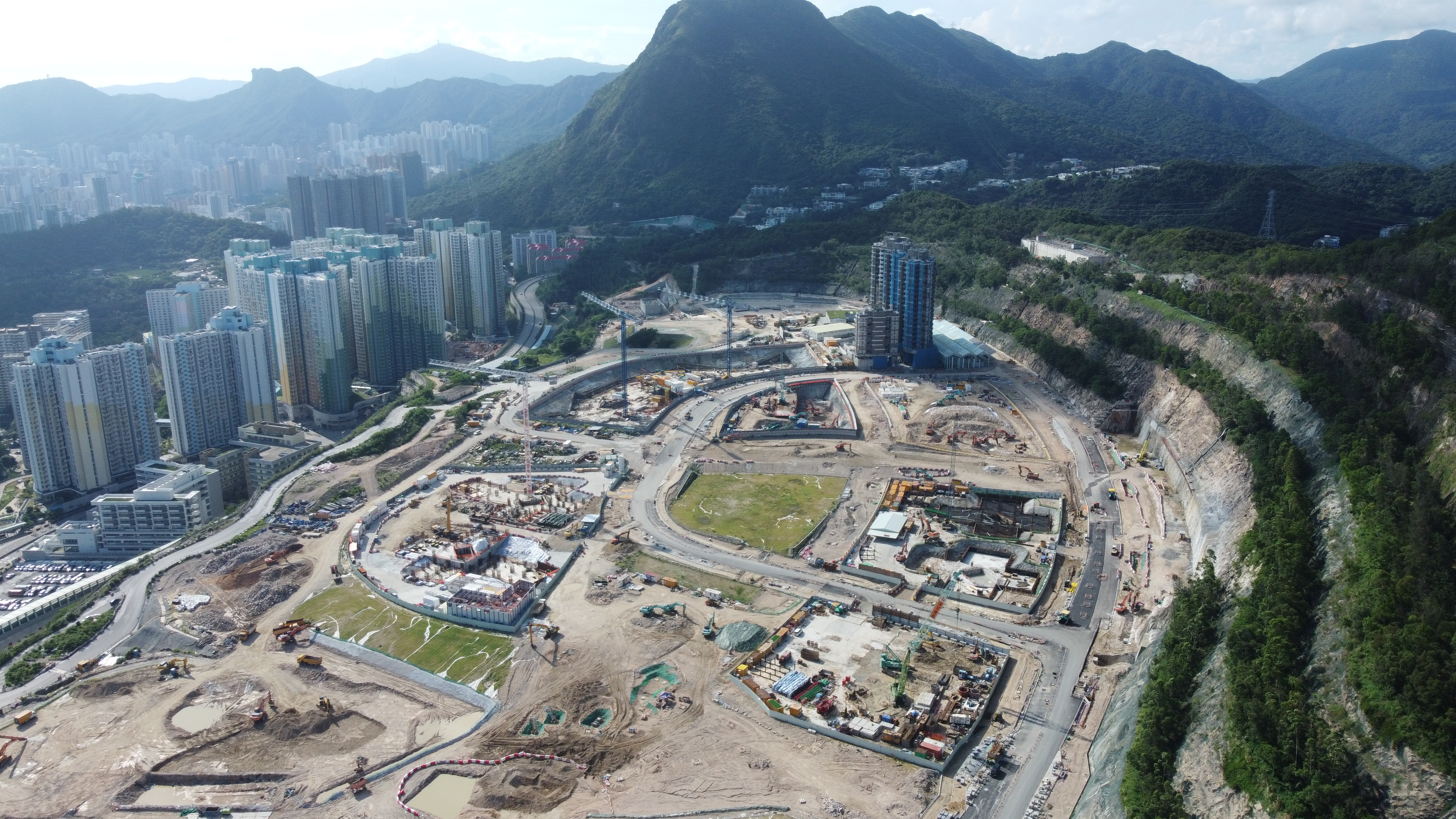
正在施工的前安達臣道石礦場腹地（2022年7月）

### 土地平整及基建工程
整項工程由土木工程拓展署管理，於2015-16年間動工，合共涉資42.95億港元，包括以下工務工程：
- 以填土方式平整舊石礦場內40公頃的土地；
- 興建道路系統（安愉道連南端隧道、安健道、安禧街及安愉徑）連安愉道北端公共交通總站；
- 進行渠務和污水收集系統工程（包括湖泊公園內蓄洪人工湖，以及地下蓄洪池各一個）；
- 進行環境美化工程；
- 連接觀塘秀茂坪（包括安達臣道發展計劃）及將軍澳隧道巴士轉乘站的行人連接系統；
- 興建將軍澳隧道巴士轉乘站；
- 清水灣道、連德道、秀茂坪道等周邊道路的擴建工程

上述工程預計於2022-23年間逐步完工。

### 發展用地
安達臣道石礦場發展計劃分為南、北兩個住宅區，以安健道東段作分界，一共佔地約40公頃，提供8幅土地作資助出售房屋，另有2幅為私人住宅（其中一幅為「港人首置上車盤」）。此外，區內亦分別有6幅政府、機構及社區用地，以及2幅商業用地。

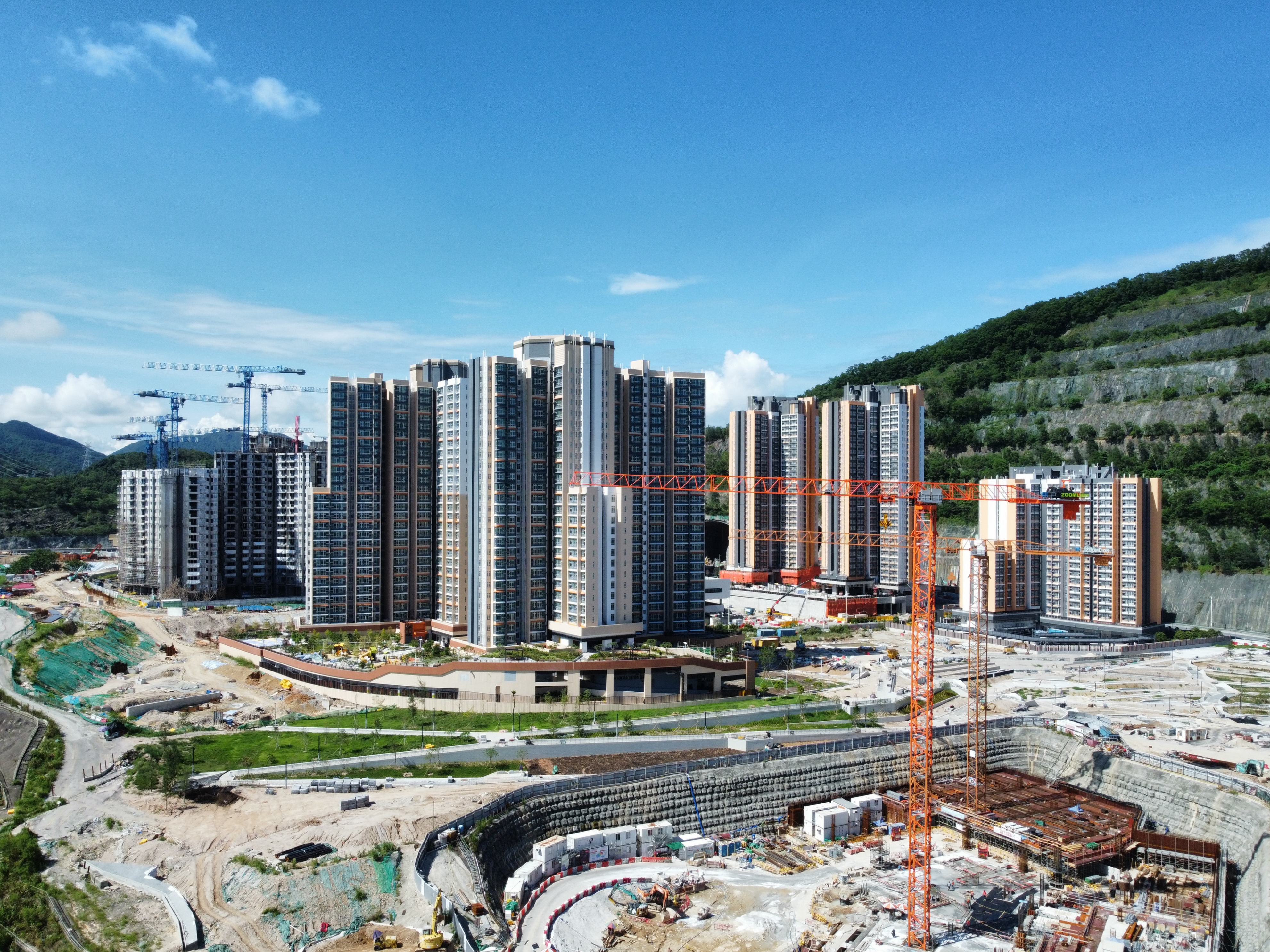
北面住宅區（2025年8月）
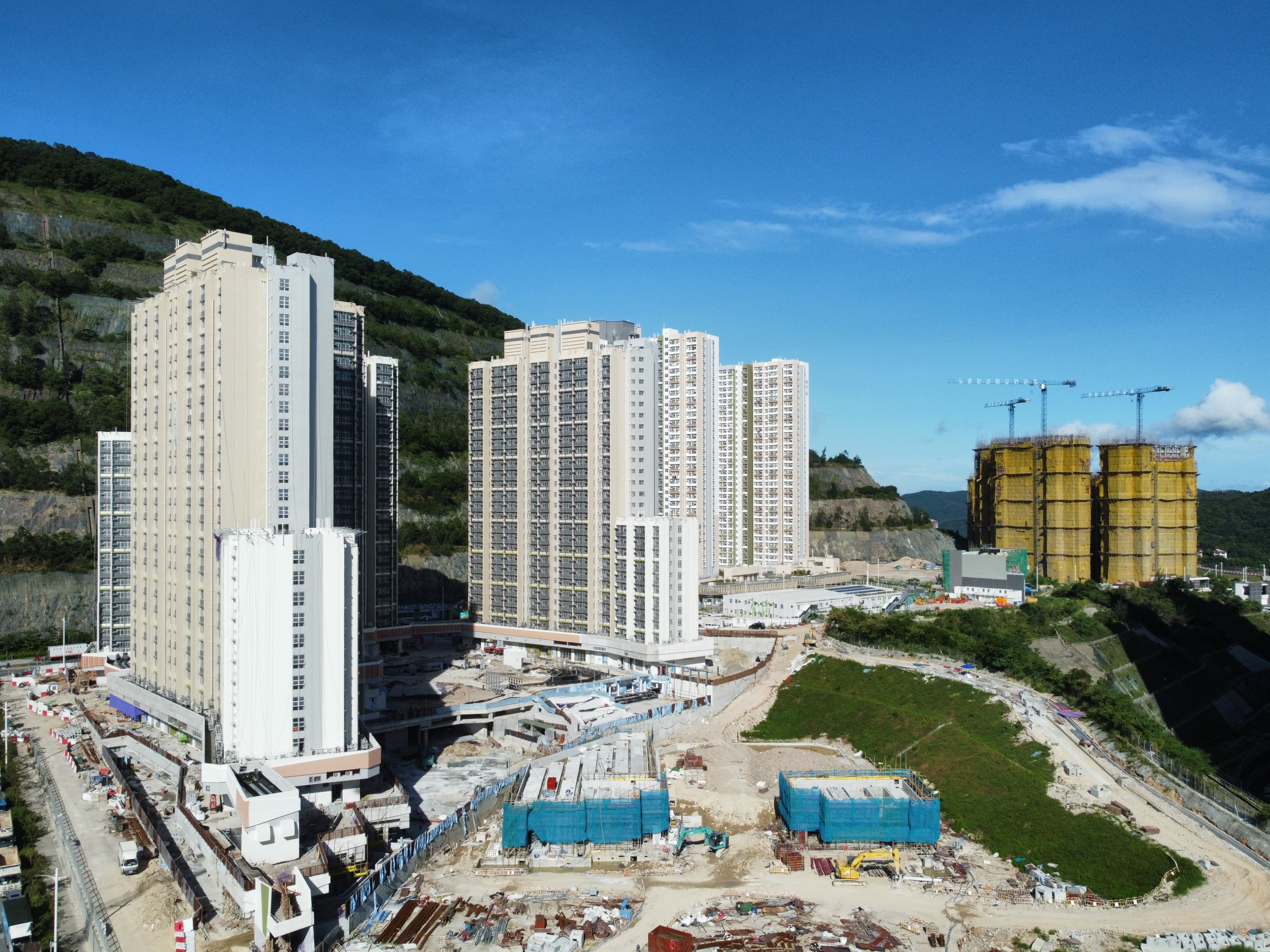
南面住宅區（2025年8月）
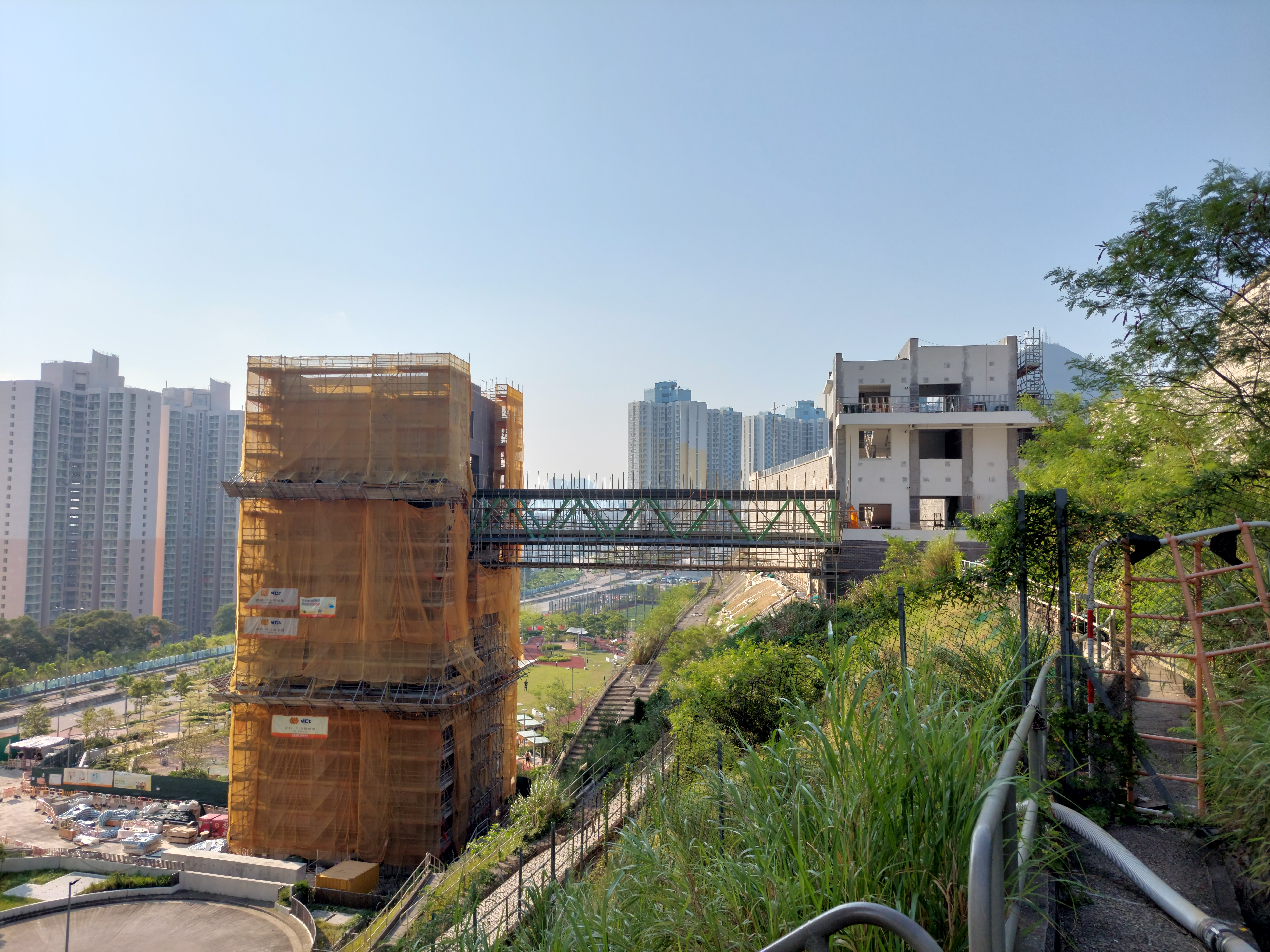
連接秀茂坪及北面住宅區的行人天橋（2022年9月）

#### 北面住宅區
北面住宅區一共提供7幅住宅用地，包括住宅發售計劃及居屋用地各3幅，另設一幅私人住宅用地。
位於安禧街的私人住宅用地已於2017年12月招標，並由華懋集團投得，作價約31億港元。目前，該屋苑已命名為「安峯」，並於2021年初開售。此外，首幅房協住宅發售計劃用地，亦已於2020年9月完成批地程序並開始施工，而安楹苑則於2021年5月動工。至於其他資助出售房屋用地（包括安樺苑、朗然等），亦已於2022年5月前陸續動工。

#### 南面住宅區
南面住宅區則設有3幅住宅用地，其中兩幅為居屋用地，另一幅為指定作「港人首置上車盤」的私人住宅用地。
位於發展區最南端的「港人首置上車盤」用地，已於2020年6月由長江實業集團投得，作價49億5100萬港元；此外，兩幅居屋用地亦已分別於2019年及2021年4月動工，其中較早動工的屋苑，已於2021年尾命名為安秀苑，另一個屋苑則為安麗苑。

#### 商業用地
商業用地共有兩幅，均位於北住宅區，毗鄰安健道。
首幅商業用地比鄰安達邨，佔地約6.3萬平方呎，總樓面約13.9萬平方呎，項目亦需於2028年6月前落成。2022年8月，地政總署就地皮進行招標，共接獲5份標書，入標的包括信置、新地 、領展、長實及華懋。其後公布領展以7.66億元、每呎樓面地價約5501元奪得，成交價屬市場預期之內。而區內最後一幅商業地地盤面積約57,372平方呎，在同年11月18日截標，共接獲4份標書，包括領展、信置、新地及長實入標。到11月23日，地政總署公布，新地以2.96億元、每呎樓面地價約2,684元投得地皮，成交價較對上一次低約51%。

#### 建校用地
此發展計劃一共提供3幅建校用地，包括2間小學（南、北住宅區各一間）及1間中學（位於南住宅區）。
位於北住宅區的小學用地，已於2020年8月直接批予廣東道官立小學，以供該校遷置之用，並連同一座設有6間課室的幼稚園一併興建。該校舍已於2022年8月動工，預計2025年竣工遷入，並更名為安博官立小學。
至於南住宅區的中、小學用地，則於2020年第二次校舍分配工作中推出，當中小學用地批予保良局陸慶濤小學，而中學用地則被收回，並於2021年6月直接分配予筲箕灣東官立中學。

#### 其他政府及社區設施
在社區設施方面，南住宅區將預留用地，用作興建消防局、警署各一座；至於北住宅區，將興建一座綜合大樓，包括公共圖書館、體育館、社區會堂，以及各項社區設施。
而在北住宅區近R2-4及R2-6號住宅用地對面的岩壁，現正興建兩個岩洞，以安置現時位於啟德發展區內的工務中央化驗所，及位於觀塘區的香港歷史檔案大樓。

#### 休憩用地
此發展計劃的建屋用地，由面積達17.5公頃的休憩用地包圍，並分為湖泊公園、石礦公園及社區公園三部分。當中，湖泊公園同時用作露天蓄洪池。

## 交通
安達臣道石礦場發展區內建有兩條道路，分別為連接寶琳路至北面盡頭安峯的安愉道，及連接安秀道至安愉道的安健道，為該區出入的主要途徑。
而位於「安峯」東邊的安愉道盡頭，當局已興建一個公共運輸總站，並命名為「安達臣（安愉道）公共交通總站」。政府計劃開辦4條全新巴士路線服務安達臣道石礦場發展區，均由此總站開出，並於《2022-2023年度巴士路線計劃》中正式發表，四線均採用招標方式甄選營辦公司。最終四條新路線均由九巴奪得經營權。另外，政府亦計劃開辦另外兩條小巴路線，服務安達臣道石礦場發展區。
| 安達臣道石礦場發展區新專營巴士路線的計劃 | 安達臣道石礦場發展區新專營巴士路線的計劃 | 安達臣道石礦場發展區新專營巴士路線的計劃          | 安達臣道石礦場發展區新專營巴士路線的計劃 | 安達臣道石礦場發展區新專營巴士路線的計劃 | 安達臣道石礦場發展區新專營巴士路線的計劃 | 安達臣道石礦場發展區新專營巴士路線的計劃 | 安達臣道石礦場發展區新專營巴士路線的計劃 | 安達臣道石礦場發展區新專營巴士路線的計劃 |
| 路線                                     | 建議走線 | 涉及區議會                                        | 預計開辦日子                             | 最終開辦日期                             | 巴士公司                                 | 最終 路線編號                            | 最終走線                                 |                                          |
| ---------------------------------------- | --- | ------------------------------------------------- | ---------------------------------------- | ---------------------------------------- | ---------------------------------------- | ---------------------------------------- | ---------------------------------------- | ---------------------------------------- |
| 路線1                                    | 循環來往安達臣道石礦場用地及鑽石山綜合發展區，經安禧街、安愉徑、安健道、安泰邨、新清水灣道、彩虹站及彩虹邨，全日服務                                                                       | 西貢區 觀塘區 黃大仙區                            | 2025年內                                 | 2025年3月30日                            | 九巴                                     | 19                                       |                                          |                                          |
| 路線2                                    | 來往安達臣道石礦場用地及深水埗（欽州街），經安禧街、寶達邨、曉光街、振華道、太子道東、亞皆老街、大角咀及深水埗，全日服務                                                                   | 西貢區 觀塘區 黃大仙區 九龍城區 油尖旺區 深水埗區 | 2025年內                                 | 2025年8月18日                            | 九巴                                     | 13                                       | 初時只於星期一至五繁忙時間服務           |                                          |
| 路線3                                    | 來往安達臣道石礦場用地及九龍站，經安禧街、寶達邨、將軍澳道、觀塘繞道、啟德隧道、東九龍走廊、漆咸道南及廣東道，星期一至五上午四班往九龍站，星期一至五下午四班往安達臣道                     | 西貢區 觀塘區 九龍城區 油尖旺區                   | 2025年內                                 | 2025年8月18日                            | 九巴                                     | 213E                                     |                                          |                                          |
| 路線4                                    | 來往安達臣道石礦場用地及中環（林士街），經安禧街、安愉徑、安健道、安達邨、寶達邨、將軍澳道、東區海底隧道、北角、銅鑼灣、灣仔及金鐘，星期一至五上午四班往中環，星期一至五下午四班往安達臣道 | 西貢區 觀塘區 東區 灣仔區 中西區                  | 2025年內                                 | 2025年3月31日                            | 九巴                                     | 600                                      |                                          |                                          |

| 安達臣道石礦場發展區新小巴路線的計劃 | 安達臣道石礦場發展區新小巴路線的計劃                                                                                       | 安達臣道石礦場發展區新小巴路線的計劃 | 安達臣道石礦場發展區新小巴路線的計劃 | 安達臣道石礦場發展區新小巴路線的計劃 | 安達臣道石礦場發展區新小巴路線的計劃 | 安達臣道石礦場發展區新小巴路線的計劃 |
| 路線                                 | 建議走線 | 涉及區議會                           | 預計開辦日子                         | 最終開辦日期                         | 最終走線                             |                                      |
| ------------------------------------ | --- | ------------------------------------ | ------------------------------------ | ------------------------------------ | ------------------------------------ | ------------------------------------ |
| 117A                                 | 來往安達臣道石礦場用地及將軍澳（尚德），經安禧街、安愉道、寶琳路、寶琳北路、寶寧路、昭信路、寶康路及唐明街                 | 西貢區                               | 2025年4月                            | 2025年4月6日                         |                                      |                                      |
| 117B                                 | 來往安達臣道石礦場用地及油塘，經安禧街、安愉道、寶琳路、秀茂坪道、連德道、碧雲道、高超道，抵達油塘後經鯉魚門道及高超道折返 | 西貢區 觀塘區                        | 2025年第二季                         |                                      |                                      |                                      |

## 相關事件
2022年9月7日早上10時54分，位於安禧街的安達臣道石礦場R2-2房協地盤內發生工業意外，有天秤疑在操作期間塌下，擊中地盤內多個貨櫃辦公室，醫管局表示，截至9月7日傍晚6時45分，仍有2人仍然留醫伊利沙伯醫院，情況嚴重。意外累計3死6傷。地盤由精進建築負責，工程由2021年9月開展，預計2024年中完成。同一地盤在2023年10月24日再發生工業意外，一名53歲男工人在地盤T1建築物上設圍板期間，踏過一塊木板的時候突然斷裂，之後墮下。救援人員到場後，男工人身體多處骨折，清醒送往伊利沙伯醫院治理。

## 外部連結
- 安達臣道石礦場發展計劃 - 官方網頁 （页面存档备份，存于）
- 安達臣道石礦場發展計劃 範圍 （页面存档备份，存于）
- 安達臣道石礦場未來土地用途規劃研究 – 可行性研究 （页面存档备份，存于）
- 安達臣道石礦場未來土地用途規劃研究-建議發展大綱草圖 （页面存档备份，存于）
- 安達臣道石礦場未來土地用途規劃研究-最終建議發展大綱圖 （页面存档备份，存于）
- 安達臣道石礦場 石礦公園及岩壁概念設計比賽 （页面存档备份，存于）